# Conseil français du culte musulman
Pour les articles homonymes, voir CFCM.
Le Conseil français du culte musulman (CFCM) est une association française régie par la loi de 1901, placée sous l'égide du ministère de l'Intérieur, et qui a vocation à représenter les musulmans de France auprès des instances étatiques pour les questions relatives à la pratique religieuse.
Toutefois, dans les faits, selon Dalil Boubakeur, président de l'association de 2013 à 2015, cette instance « ne représente pas les musulmans mais le culte musulman ».
Le CFCM intervient dans les relations avec le pouvoir politique français, dans la construction des mosquées, dans le marché des aliments halal, dans la formation de certains imams, dans le développement de représentations musulmanes dans les prisons et dans l'Armée française, dans la nomination d'aumôniers dans les hôpitaux, et dans la construction de carrés réservés aux musulmans dans les cimetières. Il coordonne les dates des fêtes religieuses, notamment celles du ramadan.
Considéré comme inopérant et à la suite d'une scission interne, le CFCM est écarté début 2023 par la décision d'Emmanuel Macron, qui lui préfère le Forum de l'islam de France (FORIF).

## Histoire
Jusqu'en 1973, la grande mosquée de Paris est le principal lieu de culte musulman en France. La grande mosquée de Lyon est construite quasi entièrement avec des fonds du roi Fahd ben Abdelaziz Al Saoud.
En 1990, Pierre Joxe, alors ministre de l'Intérieur sous la présidence de François Mitterrand, lance le Conseil de réflexion sur l'Islam de France, qui est chargé de présenter des propositions pour l'organisation du culte des musulmans. Neuf imams sur dix en France viennent alors de l'étranger.
Dans sa déclaration le 23 novembre 1997, Jean-Pierre Chevènement (alors ministre de l'Intérieur chargé des cultes), dit :

« L'islam est une religion nouvelle en France. Avec environ quatre millions de résidents de culture musulmane, elle est rapidement devenue la deuxième religion du pays. La moitié des musulmans qui vivent sur notre territoire national sont français. La plupart des autres sont appelés à le devenir. Le gouvernement ne saurait s'en désintéresser. J'ai suivi avec attention et médité les efforts de plusieurs de mes prédécesseurs pour intégrer l'islam dans la communauté nationale. J'ai le même objectif : aider à l'affirmation d'un islam français. Seulement, les difficultés qu'ils ont rencontrées m'incitent à la prudence. Il y a un paradoxe de l'Islam dans ses rapports avec la laïcité…
Nous devrons parvenir à trouver les modalités pratiques de nos rapports, ce qui suppose l'existence d'un interlocuteur légitime, ou du moins considéré comme tel par le plus grand nombre. L'absence d'un clergé unifié et hiérarchisé ne doit pas être un obstacle insurmontable. L'État n'imposera pas ses choix. Ce n'est pas son rôle. Il agréera ceux qui lui seront proposés. Je m'adresse à ceux des musulmans qui sont ici présents et, à travers eux, à leurs coreligionnaires… Sachez en tout cas qu'il y a place pour l'islam à la table de la République. Ce n'est pas seulement un droit qui revient aux musulmans ; c'est une chance pour eux et pour la France de faire vivre, sur notre territoire, un Islam moderne. »

Le 29 mars 2017, le Conseil français du culte musulman crée la « charte de l'imam ». Dans un contexte français post-attentats, cette charte a pour but d'aider les mosquées à lutter contre la radicalisation en faisant du respect de cette charte un critère de recrutement de l'imam puis aussi une nouvelle plus complète en janvier 2021.

### Une exigence abandonnée: le droit de changer de religion
En novembre 1999, Jean-Pierre Chevènement entame une consultation large rassemblant toutes les fédérations musulmanes, les grandes mosquées et certaines personnalités et leur soumet un texte qui : « consacre notamment le droit de toute personne à changer de religion ou de conviction ». Assimilée à un acte d'apostasie, cette précision sur le droit à changer de religion ou de conviction était pour Jean-Pierre Chevènement cruciale[réf. nécessaire].
Après de longues discussions, Chevènement obtient dans un premier temps un engagement sur ce point, mais celui-ci est finalement retiré à la demande de l'Union des organisations islamiques en France (UOIF),,. Cette décision, avalisée par le ministère, soulève une première polémique.
Le pacte, intitulé « Principes et fondements juridiques régissant les rapports entre pouvoirs publics et culte musulman en France » est signé le 28 janvier 2000. Si Alain Billon, conseiller de Chevènement, considère le texte comme une « expression positive de laïcité », il soulève immédiatement des critiques qui portent précisément sur le droit de changer de religion[réf. nécessaire].

### Une volonté d'instituer une communauté musulmane
La consultation est poursuivie par Daniel Vaillant dès son arrivée au poste le 29 août 2000 jusqu'au 6 mai 2002, et aboutit à la création du CFCM par Nicolas Sarkozy, alors occupant du poste lors du conseil des ministres du 7 juin 2003. Sarkozy ne tint pas compte du point essentiel soulevé par Chevènement en dépit des opinions de certains de ses conseillers.
Selon Nicolas Bancel, Pascal Blanchard, Sandrine Lemaire, le CFCM relève au contraire d'une logique concordataire et fut maintes fois dénoncé comme une « cléricalisation » de l'islam de France et la résurgence de pratiques coloniales.
Le Conseil français du culte musulman (et ses conseils régionaux) est créé en 2003 pour être, sur le modèle de la loi de 1905, l'interlocuteur du gouvernement pour tous les problèmes liés à l'exercice du culte. Surtout, le CFCM doit assurer la formation des imams, une question qui revêt une importance fondamentale dans un contexte d'affrontement entre les tendances modérée et intégriste de l'islam
Près de 4 000 grands électeurs représentant 995 lieux de cultes (mosquées et salles de prières) votent dans 25 régions les 6 et 13 avril 2003. La Fédération nationale des musulmans de France (FNMF), proche du Maroc, arrive en tête et obtient 16 sièges sur 41 au conseil d'administration du CFCM. La grande mosquée de Paris, proche de l'Algérie, en obtient six. L'Union des organisations islamiques de France, proche des Frères musulmans, en obtient 13. Malgré ce mauvais score, le recteur de la Grande Mosquée, Dalil Boubakeur est assuré d'obtenir la présidence du CFCM, en vertu d'un accord préalable conclu le 20 décembre 2002, sous l'égide du gouvernement français.
Le Conseil, quelquefois perçu comme censé représenter la communauté musulmane alors que ses fonctions sont exclusivement liées au culte, souffre en outre d'un manque de représentativité au sein de la communauté musulmane, avec des abstentions de vote de près de la moitié des mosquées en 2012. Les tensions entre ses grands courants engendrent des difficultés à manifester une position unitaire.
Le 3 novembre 2016, invité par le Vatican, Anouar Kbibech, président du CFCM, se rend à Rome en compagnie de ses vice-présidents, dans le but de débattre les relations entre chrétiens et musulmans.

### Baisse d'influence
À partir de décembre 2021, le gouvernement décide d'interagir avec le Forum de l'islam de France (Forif) plutôt que le CFCM.
Les tensions internes s'accentuent et aboutissent à un risque d'autodissolution en 2022. Une scission du CFCM se forme au même moment, composé de la FFAIACA (Fédération française des associations islamiques d’Afrique, des Comores et des Antilles), de Musulmans de France (ex-UOIF), du RMF (Rassemblement des musulmans de France), proche du Maroc, et de la Fédération nationale de la Grande Mosquée de Paris, sous l'égide de Chems-Eddine Hafiz, son recteur. Moussaoui reconnait alors que si « on ne peut pas reformer le CFCM de l’intérieur pour le rendre plus représentatif, alors il faut donner la parole à nouveau aux musulmans de France pour décider de la forme de représentation qu’ils souhaitent ».
Lors d'une réunion organisée par le Forum de l'islam de France, en date du 16 février 2023, le président Emmanuel Macron décide de « mettre au fin au Conseil français du culte musulman. De manière très claire. Et à son activité », alors qu'il n'en a pas le pouvoir puisqu'il s'agit d'une association loi de 1901 et donc de droit privé ; il souhaite que le Forif prenne la relève. Toutefois, le recteur de la mosquée de Villeurbanne et membre du FORIF, Azzedine Gaci, tempère les propos du président de la République, en affirmant que : « Il [le CFCM] continuera ses activités mais il ne sera qu’une association parmi d’autres. Il ne sera plus considéré comme porteur des aspirations de l’islam et des musulmans de France »,.

## Fonctionnement
Le conseil d'administration est élu pour trois ans par des délégués des mosquées dont le nombre est déterminé uniquement par la surface des lieux de culte. Le conseil élit en son sein le bureau exécutif qui élit à son tour le président du CFCM pour la durée du mandat. Les conseils régionaux du culte musulman (CRCM) sont élus en même temps.
Le nombre de délégués élus aux conseils régionaux du culte musulman se calcule en fonction de la surface des lieux de culte : une salle de prière de 100 mètres carrés donne droit à un délégué, une mosquée de plus de 800 mètres carrés aura 15 délégués.
En janvier 2020, Fatih Sarikir, membre du Millî Görüş turc, a obtenu le siège stratégique de secrétaire général du conseil français du culte musulman, fonction qu'il cumule avec celle de président de l'Union européenne pour l'enseignement musulman privé (UEPM) qui gère onze groupes scolaires en France.

### Composantes
Différentes tendances composent le conseil :
- la Fédération française des associations islamiques d'Afrique, des Comores et des Antilles (FFAIACA)
- la Fédération « Invitation et mission pour la foi et la pratique »
- la Fédération nationale des musulmans de France (FNMF)
- la grande mosquée de Paris (GMP)
- le Rassemblement des musulmans de France (RMF)
- le Comité de coordination des musulmans turcs de France (CCMTF)
- les Musulmans de France (MF), anciennement dénommée Union des organisations islamiques de France (UOIF)

Chaque composante du conseil reste très liée à son pays « d’origine » :
- la Turquie pour le Comité de coordination des musulmans turcs de France (CCMTF)
- le Maroc pour le Rassemblement des musulmans de France (RMF) et l’Union des mosquées de France
- l’Algérie pour la grande mosquée de Paris (GMP)
- l'Égypte pour les Frères musulmans via Musulmans de France (MF)[23]

En mars 2021, quatre fédérations du Conseil français du culte musulman (la Fédération de la Grande Mosquée de Paris, le Rassemblement des musulmans de France, Musulmans de France et la Fédération française des associations islamiques d’Afrique, des Comores et des Antilles) se retirent du bureau exécutif et annoncent le 21 mars la création d'une « coordination » afin de réfléchir à « la refondation de la représentation du culte musulman en France ».

### Présidents
| Mandat | Mandat   | Président du CFCM         |
| ------ | -------- | ------------------------- |
| 2003   | 2008     | Dalil Boubakeur           |
| 2008   | 2013     | Mohammed Moussaoui        |
| 2013   | 2015     | Dalil Boubakeur           |
| 2015   | 2017     | Anouar Kbibech            |
| 2017   | 2019     | Ahmet Ogras               |
| 2019   | 2020     | Dalil Boubakeur (intérim) |
| 2020   | en cours | Mohammed Moussaoui        |

Dalil Boubakeur est le premier président du CFCM. Élu en 2003, il est réélu en 2005 malgré la défaite de la grande mosquée de Paris et la victoire de la Fédération nationale des musulmans de France.
En juin 2008, Mohammed Moussaoui, vice-président du Rassemblement des musulmans de France, remplace Boubakeur à la présidence, à l'issue des élections. Il écourte son mandat en 2013 pour permettre la mise en œuvre d’une réforme, souhaitée par les autorités françaises, mettant en place une direction collégiale et tournante.
En juin 2013, Dalil Boubakeur, recteur de la grande mosquée de Paris, redevient président du CFCM, élu à une très large majorité des membres du conseil d’administration.
Le 30 juin 2015, Anouar Kbibech, président du Rassemblement des musulmans de France, succède à Boubakeur.
Le 1er juillet 2017, Ahmet Ogras, chef d'entreprise et président du Comité de coordination des musulmans turcs de France (CCMTF), prend la présidence. Son arrivée à la tête du Conseil est analysée comme un renforcement de l'influence des Frères musulmans dans cette institution. Il quitte la présidence le 30 juin 2019.
Le 19 janvier 2020, le conseil d'administration désigne Mohammed Moussaoui pour assurer la présidence du 19 janvier 2020 au 19 janvier 2022, puis Chems Eddine Hafiz du 19 janvier 2022 au 19 janvier 2024 et enfin Ibrahim Alci du 19 janvier 2024 au 19 janvier 2026.

### Élections

#### 2011
Les élections du 5 juin 2011 renouvellent les représentants au conseil. Le conseil est composé de :
- 30 représentants du Rassemblement des musulmans de France (RMF)
- 5 représentants du Comité de coordination des musulmans turcs de France
- 2 représentants de la grande mosquée de Paris (GMP)
- 1 représentants de la Fédération nationale des musulmans de France (FNMF)
- 3 représentants indépendants

L'UOIF a décidé de boycotter le scrutin.

#### 2013
Les élections du 8 juin 2013 renouvellent les représentants au conseil. Le conseil est composé de :
- 25 représentants du Rassemblement des musulmans de France (RMF)
- 6 représentants du Comité de coordination des musulmans turcs de France
- 8 représentants de la grande mosquée de Paris (FNGMP)
- 1 représentants de l'UOIF
- 1 représentants de Millî Görüş
- 2 représentants indépendants

D'autres membres sont nommés au conseil par les fédérations et les grandes mosquées.

#### 2019
Dans l'attente des élections pour le CFCM et les conseils régionaux prévues le 19 octobre 2019, Dalil Boubakeur exerce les fonctions de président par intérim. En septembre, ces élections sont reportées une première fois, au 9 novembre. En novembre, elles sont de nouveau reportées aux 10 et 17 novembre, les élections se déroulant sur deux jours,. L'élection du bureau national est prévue pour le 7 décembre 2019 mais est, elle aussi, reportée, au 19 janvier 2020.

### Polémique de l'affaire Mila en 2020
Le 24 janvier 2020, Abdallah Zekri, délégué général du CFCM et président de l'Observatoire national contre l'islamophobie, déclare sur Sud Radio « Elle l’a cherché, elle assume. Qui sème le vent récolte la tempête. » à propos d'une adolescente menacée de mort après avoir tenu des propos critiques sur l’islam. Cependant, le même jour, le président du CFCM, Mohammed Moussaoui, déclare que « rien ne saurait justifier les menaces de mort quelle que soit la gravité des propos tenus » et que « c'est la justice qui doit prononcer les sanctions prévues par la loi s'il y a provocation et incitation à la haine ». Il s'exprime à nouveau le 6 février 2020 dans une tribune, soulignant que « certains musulmans s'égarent en pensant défendre la dignité de leur religion par la menace, la violence ou l'insulte » et que « nous devons accepter que l'islam soit critiqué y compris dans ses principes et fondements » et « accepter tous les débats et refuser toutes les violences ».

### Appel au boycott des produits français par la Turquie la même année
Faisant suite à l'attentat de Conflans-Sainte-Honorine du 16 octobre 2020, Moussaoui déclare le 23 octobre suivant que justifier un meurtre en voulant se venger de caricatures est « une trahison et une profanation » de l'islam.
Après le discours d'Emmanuel Macron au cours de l'hommage du 22 octobre 2020 rendu au professeur Samuel Paty, le président turc Recep Tayyip Erdoğan appelle à boycotter les produits français dans tout le monde musulman. Mohammed Moussaoui exhorte dans un communiqué du 26 octobre 2020 à l'AFP les musulmans de France à « défendre l'intérêt » du pays face à la campagne de boycott visant les produits français, qu'il considère comme « contre-productive » et créant de la « division » : « La France est un grand pays, les citoyens musulmans ne sont pas persécutés, ils construisent librement leurs mosquées et pratiquent librement leur culte ».

### Positionnement sur l'Abaya en septembre 2023
Le conseil français accuse le gouvernement de vouloir légiférer sur le sujet pour la rentrée 2023 dans les écoles scolaires accusant l'éducation nationale de par son ministre Attal de vouloir contrôler chaque français sur sa façon de porter ses vêtements au quotidien, en dépassant la loi du 15 mars 2004, craignant aussi une guerre scolaire également dans les écoles (voir : Guerre scolaire (1907-1914), les partis politiques eux étant plutôt divisés sur ce délicat sujet, le président du CFCM Zekri craignant, lui, pour l'avenir la création d'une police du vêtement, et donc après celle de 2004 de remettre en cause aussi la loi de 1905, donc abolissant tout vêtement religieux dans la société et à l'instar du débat à l'époque ayant eu lieu avant la promulgation de ladite loi, celui-ci étant initié par le député Charles Chabert le 26 juin 1905,.

### Montée de l'Islamophobie en France au premier semestre 2024
Plus récemment en avril 2024, Abdallah Zekri a dénoncé la montée du sentiment anti-islam et anti-musulmans: ceux-ci ayant été victime en effet d'un tir sur la mosquée de Cherbourg puis ainsi que l'envoi d'une tranche de jambon de porc envoyé ce même mois au siège de celui-ci, le recteur en ayant reçut lui-même aussi à son domicile personnel, actes donc en forte augmentation depuis 2023 et dus notamment aux tensions se passant actuellement au Moyen-Orient depuis la Seconde intifada.

## Dans la presse

### Plainte contreCharlie Hebdo
Le CFCM estime que l'hebdomadaire a eu une « volonté délibérée d'offenser » lors de la parution d'un numéro. Il pourrait déposer plainte, estime Mohammed Moussaoui, alors président du CFCM : « Il s’agit bien d’une intrusion agressive et gratuite dans les tréfonds de leurs sentiments religieux. Il s'agit d’une provocation »,,. Le CFCM n'a pas poursuivi davantage ce sujet.
Un autre numéro intitulé La Vie de Mahomet est paru le 2 janvier 2013. Cette fois-ci, le CFCM

« [a] appelé les musulmans de France à éviter toute réaction à ce comportement obsessionnel et pathologique qui ne traduit qu’une forme de lâcheté et d’opportunisme, face auxquels les musulmans doivent opposer mépris et ignorance. »

### Attentat contreCharlie Hebdo
En janvier 2015, le CFCM a condamné l'attentat islamiste contre Charlie Hebdo le jour même par communiqué de Boubakeur, qui écrit : « nous appelons tous ceux qui sont attachés aux valeurs de la République et de la démocratie à éviter les provocations qui ne servent qu’à jeter de l’huile sur le feu ».
Plus tard, Ahmet Ogras, l'un des vice-présidents du CFCM, a jugé jeudi 15 janvier au micro de Radio France internationale « inadmissible » de la part de l'hebdomadaire, dans la « conjoncture » actuelle, de persister à caricaturer le prophète Mahomet :

« Il y a trouble de l'ordre en provoquant les personnes, en humiliant 2 milliards de personnes aujourd'hui. On pouvait s'exprimer différemment. »

### Visite d'Emmanuel Macron
En juin 2017, Emmanuel Macron est invité par Anouar Kbibech, président du CFCM, à participer à la rupture du jeûne de ramadan de 2017. Il appelle les musulmans de France à combattre le fanatisme, les « prédicateurs de haine » et le « repli identitaire »,,,. Il loue la fermeté des « autorités musulmanes » dans leur lutte contre la déchirure « entre les Français de toutes croyances et les Français de confession musulmane ». Il regrette que les « générations les plus jeunes [aient] des réticences à passer les portes [des] institutions », demande que les imams qui officient en France soient formés sur le sol français, et pointe du doigt ceux qui « au nom de leur foi [veulent] se soustraire aux lois de la République »,.

### Financement du culte musulman
Le 6 mars 2020, dans une tribune publiée dans le quotidien Le Monde, le Conseil français du culte musulman et l'Association musulmane pour un islam de France (AMIF) s'engagent à créer une nouvelle « association unifiée de financement du culte musulman transparente et professionnelle », pour former « en France des imams français » et lutter « contre l’extrémisme et la violence commise au nom de l’islam ».